# Arpád Szabó
Arpád Szabó (* 27. října 1957 Reghin) je bývalý rumunský zápasník–judista maďarské národnosti.

## Sportovní kariéra
Zápasit začal v Miercurea Ciuc. Jako talentováný sportovec byl v polovině sedmdesátých let poslán do policejního vrcholového centra Dinamo v Bukurešti, kde rozjížděl judistický program korejský trenér Han Chang Hi. Od roku 1977 reprezentoval Rumunsko v superlehké váze do 60 kg. V roce 1980 se kvalifikoval na olympijské hry v Moskvě, ale nevyladil optimálně formu a vypadl v úvodním kole s Východním Němcem Reinhardtem Arndtem. V roce 1983 ho s pozice reprezentační jedničky sesadil Gheorghe Dani. Po skončení sportovní kariéry pracoval pro Securitate.

## Výsledky
| Turnaj             | 1977            | 1978            | 1979            | 1980            | 1981            | 1982            |
| Turnaj             | 20              | 21              | 22              | 23              | 24              | 25              |
| Turnaj             | superlehká váha | superlehká váha | superlehká váha | superlehká váha | superlehká váha | superlehká váha |
| ------------------ | --------------- | --------------- | --------------- | --------------- | --------------- | --------------- |
| Olympijské hry     |                 |                 |                 | úč.             |                 |                 |
| Mistrovství světa  |                 |                 | 5.              |                 | úč.             |                 |
| Mistrovství Evropy | 3.              | 2.              | ?               | 5.              | 2.              | úč.             |